# Меламин
Мелами́н (1,3,5-триазин-2,4,6-триамин) — гетероциклическое органическое вещество, тример цианамида. Представляет собой белые кристаллы, малорастворимые в воде. Объём мирового производства в 2007 году составил более 1 млн тонн.

## Свойства и синтез
Плавится при 364 °C, с разложением; растворим в воде (0,5 % по массе при 20 °C, 4 % при 90 °C), нерастворим в органических растворителях. Меламин — основание, с кислотами образует соли (C3H6N6×HCl и др.), разлагающиеся при нагревании. В жидком аммиаке с амидами щелочных металлов меламин образует как продукты присоединения C3H6N6·MNH2 так и соли, M3C3H3N6 (M — металл).
При нагревании до 354 °С и выше меламин отщепляет аммиак с образованием мелема (2,6,10-триамино-сим-гептазина).
Характерным свойством меламина является замещение аминогрупп под действием нуклеофилов. Так, в водных растворах щелочей при повышенных температурах и давлениях меламин гидролизуется, отщепляя аммиак, при этом происходит последовательное замещение аминогрупп на гидроксильные группы с образованием аммелина (2-гидрокси-4,6-диамино-сим-триазина), аммелида (2,4-дигидрокси-6-амино-сим-триазина) и циануровой кислоты (2,4,6-тригидрокси-сим-триазина). Под действием алкиламинов или их солей аминогруппы меламина замещаются аминоалкильными группами с образованием N-алкилмеламинов, степень замещения (от одного до трёх) определяется степенью избытка амина.
Под действием электрофильных агентов происходит замещение атомов водорода аминогрупп меламина: нитрование азотной кислотой в уксусной кислоте ведёт к образованию моно- и ди-N-нитромеламинов. Галогенирование ведёт к образованию N-галогенмеламинов различной степени замещения, при хлорировании может быть получен гексахлормеламин, являющийся энергичным хлорирующим агентом и применяющийся в составе композиций для дегазации отравляющих веществ.
В лабораторных условиях простейшим методом синтеза меламина является взаимодействие цианурхлорида с аммиаком при 100 °C, другими методами являются синтезы меламина нагреванием гуанидина и тримеризацией цианамида.
В промышленности применяется два основных метода синтеза меламина — пиролиз мочевины и синтез из дициандиамида.
При пиролизе мочевины применяются катализаторы (на основе Al2O3 и др.) при 350—450 °C и давлении 50—200 МПа, при этом на первой стадии мочевина отщепляет аммиак с образованием циановой кислоты:
{\displaystyle {\ce {(NH2)2CO -> HCNO + NH3}}}
которая затем с отщеплением углекислого газа образует меламин:
{\displaystyle {\ce {6 HCNO -> C3H6N6 + 3 CO2}}}
Другим методом является синтез из дициандиамида (NH2CN)2 в жидком аммиаке или растворе аммиака в этаноле при температуре 180—500 °C и давлении 4—20 МПа (40—200 кг/см²). Исторически первым промышленным методом стало производство меламина из дициандиамида, получаемого, в свою очередь, из карбида кальция, однако по мере роста крупнотоннажного производства мочевины дициандиамидный процесс был вытеснен процессом пиролиза мочевины.

## Обнаружение
Для обнаружения используется хроматография. Гравиметрически меламин определяют в виде солей с циануровой или пикриновой кислотой, а также фотометрически в слабокислой среде по поглощению при длине волны 236 нм.

## Производство в России
25 мая 2012 года в Невинномысске (Ставропольский край) на ОАО «Невинномысский Азот» была запущена первая в России установка по производству меламина и был получен первый отечественный меламин. Годовой объём производства составляет 50 тысяч тонн.
В Татарстане на базе ОЭЗ «Алабуга» планируется запуск завода по производству 120 тысяч тонн меламина в год.
В 2023 г. в Пермском крае компания "Метафракс" запустила производство меламина не каталитическим методом мощностью 40 тыс. т/г.

## Применение
Меламин широко применяется в промышленном органическом синтезе, в том числе ионообменных смол, дубителей, гексахлормеламина, используемого в производстве красителей и гербицидов. Меламин, наряду c мочевиной, также применялся в качестве небелкового источника азота для домашнего скота, однако в 1978 году был сделан вывод о «неприемлемости меламина как небелкового источника азота, так как он медленнее и недостаточно полно гидролизуется по сравнению с другими — например, мочевиной».
Большая часть производимого меламина используется в производстве меламин-формальдегидных смол, относимых к группе аминопластов, которые получают поликонденсацией меламина с формальдегидом в слабощелочной среде (рН 7,8—8,5), при этом на начальной стадии происходит гидроксиметилирование меламина по аминогруппам, с образованием метилольных производных различной степени замещения (вплоть до гексаметилолмеламина):
Гидроксиметилированные производные далее реагируют со свободными аминогруппами меламина и метилолмеламинов с образованием метиленовых мостиков. В результате образуются термореактивные олигомеры при нагревании либо в присутствии каталитических количеств кислот.
Меламин-формальдегидные смолы применяются как в составе полимерных композиций (клеи, лаки), в качестве связующего полимера для пресс-композиций с различными наполнителями (целлюлоза, стекловолокно, древесная мука) и в качестве пластификаторов бетона, так и в качестве конструкционного материала для производства готовых изделий (посуда, фильтры) и пенопластов («меламиновая губка»).

## Токсичность и «меламиновые скандалы»
Меламин слаботоксичен: медианная летальная доза при пероральном введении у крыс составляет 3,16 г/кг, то есть меламин не более ядовит, чем поваренная соль (LD50 3 г/кг). В соответствии с данными, опубликованными Международной программой химической безопасности, меламин не метаболизируется и быстро выводится с мочой, генотоксичность в испытаниях in vivo не выявлена, не оказывает раздражающего действия на кожу (при испытаниях на кроликах и морских свинках) и слизистую глаза (при испытаниях на кроликах). Канцерогенные свойства при испытаниях на мышах не выявлены. Вместе с тем, по данным UNEP (1998 год), у самцов крыс при длительном (36—105 недель) приёме пищи, содержащей сверхвысокие концентрации меламина (0,45—3 %), может возникать рак мочевого пузыря.
В списке химических веществ, выделяющихся из материалов, контактирующих с пищевыми продуктами, допустимые количества миграции (ДКМ) которых регламентируются в РФ, меламин отсутствует, для пищевой посуды из меламин-формальдегидных смол в этом списке определено только ДКМ формальдегида.
Меламин использовался некоторыми недобросовестными производителями при производстве пищевых продуктов для повышения измеряемой при анализе концентрации белка: при анализе методами Кьельдаля и Дюма содержание белка измеряется по содержанию азота.
В июне 2008 года китайская компания Sanlu Group, производящая сухое молоко, получила претензии потребителей, что у младенцев, которых кормили произведённым компанией молоком, были обнаружены камни в почках. Дальнейшее расследование показало, что в сухом молоке этой и ряда других компаний присутствует меламин. Скандал получил широкое освещение в средствах массовой информации, в результате чего за период до конца 2008 года в Китае по поводу проблем мочевыделительной системы, включая подозрения на камни в почках, были госпитализированы 51 тыс. младенцев и детей младшего возраста, были зафиксированы шесть смертельных случаев.
Всемирной организацией здравоохранения и Продовольственной и сельскохозяйственной организацией ООН была организована совместная экспертная группа по токсикологии меламина и циануровой кислоты, которая повторно рассмотрела данные по токсикологии меламина и подтвердила, что как острая, так и хроническая токсичность меламина весьма малы: меламин практически не метаболизируется и выводится из организма с мочой. Вместе с тем при очень высоких концентрациях меламина в пище может происходить кристаллизация меламина в моче, проявляющаяся в кристаллурии и при очень высоких концентрациях[уточнить] ведущая к образованию камней в почках.
ГН 2.1.6.1338-03 «Предельно допустимые концентрации (ПДК) загрязняющих веществ в атмосферном воздухе населённых мест» определяют для меламина № 502: класс опасности — 2, ПДК максимальная разовая 0,02 мг/м³, ПДК среднесуточная 0,01 мг/м³.
Отравление домашних животных кормом с меламином
В начале 2007 года 2200 собак и 1950 кошек в США погибли из-за отказа почек. Причиной стало употребление корма, изготовленного крупнейшим в Северной Америке производителем сухих и влажных кормов для животных компанией Menu Foods Inc. (Онтарио, Канада) для более чем 100 брендов (среди них Procter & Gamble).
Procter & Gamble единственная установила причину — наличие меламина в зерновом глютене китайского происхождения — и опубликовала токсикологическую информацию. По сообщению USA Today, компания Procter & Gamble заверила в усилении контроля над компанией-производителем.